# Tanga (region)
Tanga – region (mkoa) w Tanzanii.
W 2002 roku region zamieszkiwało 1 636 280 osób. W 2012 ludność wynosiła 2 045 205 osób, w tym 992 347 mężczyzn i 1 052 858 kobiet, zamieszkałych w 438 277 gospodarstwach domowych.
Region podzielony jest na 10 jednostek administracyjnych drugiego rzędu (dystryktów):
- Handeni Town Council
- Handeni District Council
- Lushoto District Council
- Kilindi District Council
- Korogwe Town Council
- Korogwe District Council
- Pangani District Council
- Mkinga District Council
- Muheza District Council
- Tanga City Council